# Ornithomya comosa
Ornithomya comosa är en tvåvingeart som först beskrevs av Austen 1930.  Ornithomya comosa ingår i släktet Ornithomya och familjen lusflugor. Inga underarter finns listade i Catalogue of Life.